# Rotes Rattenkänguru
Das Rote Rattenkänguru (Aepyprymnus rufescens) ist eine Beutelsäugerart aus der Familie der Rattenkängurus (Potoroidae). Es ist der größte und gleichzeitig am weitesten verbreitete Vertreter seiner Familie.
Der wissenschaftliche Gattungsname ist aus den altgriechischen Worten aipys (hoch) und prymnon (Kruppe) zusammengesetzt. Er weist auf die über dem Rücken stehende Kruppe hin, wenn das Tier auf vier Füßen steht. Der Artzusatz ist vom lateinischen Wort rufescentis (rötlich) abgeleitet. Er bezieht sich auf die rötliche Tönung des grauen Fells.

## Beschreibung
Im Vergleich zu den anderen Rattenkängurus ist der Schädel dieser Tiere eher breit und kurz, die Hinterbeine sind wie bei fast allen Rattenkängurus deutlich kürzer als bei den eigentlichen Kängurus. Die Vorderpfoten tragen Krallen, die zum Ausgraben der Nahrung dienen. Das Fell dieser Tiere ist an der Oberseite grau gefärbt, oft mit einem rötlichen Schimmern, die Unterseite ist heller, fast weißlich. Charakteristisch sind die spitzen Ohren, deren Rückseite schwarz behaart ist. Rote Rattenkängurus erreichen eine Kopfrumpflänge von 38 bis 52 Zentimetern und ein Gewicht von bis zu 3,5 Kilogramm, wobei die Weibchen deutlich schwerer werden als die Männchen.

## Verbreitung und Lebensweise
Rote Rattenkängurus sind an der Ostküste Australiens beheimatet, ihr Verbreitungsgebiet reichte vom nordöstlichen Queensland bis in das nordöstliche Victoria. Sie bewohnen eine Reihe von Lebensräumen, darunter offene Wälder und Grasländer. Sie sind nachtaktiv und ruhen tagsüber in selbstgebauten Nestern. Diese Nester sind kegelförmig und bestehen aus Gräsern, Zweigen und Farnen, sie werden meistens in hohlen Baumstämmen oder unter Buschen, selten im freien Gelände errichtet. Ein Tier kann bis zu fünf solche Nester besitzen, die es immer wieder verwendet.

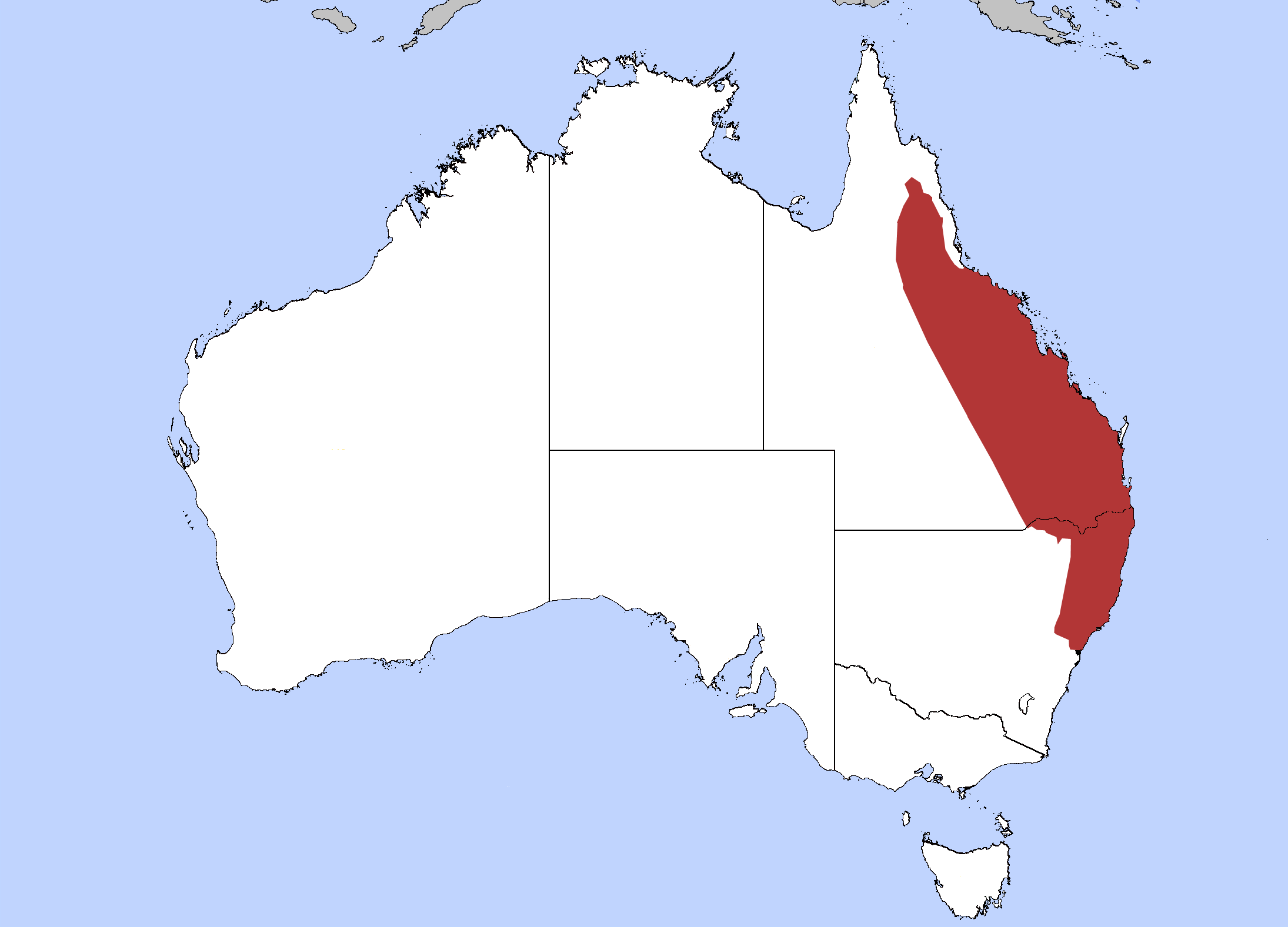
Verbreitungskarte des Roten Rattenkängurus

Rote Rattenkängurus leben in der Regel einzelgängerisch, manchmal kommt es aber zu losen, kurzlebigen Zusammenschlüssen mehrerer Tiere ohne Sozialstrukturen. Männchen reagieren allerdings oft äußerst aggressiv auf Geschlechtsgenossen.
Diese Tiere sind Allesfresser, ernähren sich aber vorwiegend von Pflanzen. Mit ihren Vorderpfoten graben sie nach Wurzeln und Pilzen, auch Gräser und Pflanzenstängel stehen auf ihrem Speiseplan. Gelegentlich nehmen sie auch Insektenlarven und Aas zu sich.

## Fortpflanzung
Nach einer rund 22- bis 24-tägigen Tragzeit bringt das Weibchen meist ein einzelnes Jungtier zur Welt. Neugeborene Tiere wiegen rund ein Gramm und verbringen die ersten vier Lebensmonate im Beutel. Anschließend bleiben sie noch rund zwei Monate bei ihrer Mutter, bevor sie selbständig werden. Die Geschlechtsreife tritt mit rund einem Jahr ein. Das Höchstalter eines Tieres in menschlicher Obhut betrug acht Jahre.

## Bedrohung
Rote Rattenkängurus sind in ihrem Verbreitungsgebiet relativ häufig. Im Gegensatz zu anderen Rattenkängurus findet man sie auch oft in der Nähe von Rinderweiden. Im Süden sind sie seltener – so sind sie aus Victoria verschwunden; aber generell zählen sie nicht zu den bedrohten Arten.